# Lukovištia
Lukovištia jsou obec na Slovensku v okrese Rimavská Sobota. Žije zde 163 obyvatel.
První písemná zmínka o obci pochází z roku 1407. Dominantou obce je barokně-klasicistní evangelický kostel z roku 1794. Na místním hřbitově je pohřben spisovatel Ladislav Mňačko a literát Ivan Krasko vlastním jménem Ján Botto jeho tchán a místní rodák.